# Koń ukraiński

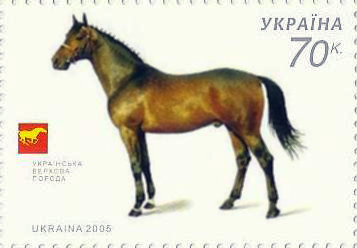

Koń ukraiński – rasa hodowana na potrzeby sportu jeździeckiego, do którego ma szczególne predyspozycje. Powstała w wyniku krzyżowania licznych ras europejskich, głównie niemieckich i węgierskich. To wspaniały skoczek przez przeszkody i niezrównany koń ujeżdżeniowy. Jest podobny do konia pełnej krwi angielskiej, ale mocniejszy i bardziej posłuszny.

## Pokrój
Głowa, o prostym profilu, ładnie osadzona na krótkiej szyi. Klatka piersiowa głęboka, zad lekko ścięty. Kłąb bardzo wydatny, a łopatki długie i ukośne. Kończyny bardzo mocne o prawidłowej postawie z wyjątkowo wytrzymałymi kopytami.

## Ogólne dane
- Typ rasowy - gorącokrwisty (półkrwi)
- Pochodzenie - Ukraina
- Występowanie - Rosja i część byłych republik radzieckich
- Maść - kasztanowata, gniada, kara, bardzo rzadko siwa
- Wysokość w kłębie - 1,52 - 1,64 m
- Typ użytkowy i przydatność - koń wierzchowy i pociągowy
- Waga - lekka